# The BroMans
I BroMans sono stati un tag team di wrestling attivo nella Total Nonstop Action tra il 2013 e il 2016, composto da Jessie Godderz e Robbie E; per un breve periodo anche DJZ ha fatto parte del gruppo.

## Nel wrestling

### Mosse finali
- DJZ
  - Gory bomb
- Jessie Godderz
  - Stunner[1]
- Robbie E
  - Falling neckbreaker[2]

### Manager
- Angelina Love

### Musiche d'ingresso
- Boom di Dale Oliver

## Titoli e riconoscimenti
- Total Nonstop Action
  - TNA World Tag Team Championship (2) – Jessie Godderz e Robbie E
  - Feast or Fired (2013) – DJZ